# Celtis boninensis
Celtis boninensis är en hampväxtart som beskrevs av Gen-Iti Koidzumi. Celtis boninensis ingår i släktet Celtis och familjen hampväxter. Inga underarter finns listade i Catalogue of Life.